# Antoine Pilon
Antoine Pilon, né le 9 juillet 1993 à Saint-Bruno-de-Montarville au Québec (Canada), est un acteur québécois.

## Filmographie

### Cinéma
- 2012 : Les Mains dans les poches (court métrage) de David Émond-Ferrat : Steve
- 2015 : La Chasse au collet de Steve Kerr : Charles
- 2017 : Wolfe de Francis Bordeleau : Axel
- 2017 : De l'autre côté du mur (court métrage) : Fred
- 2018 : Mad Dog Labine de Jonathan Beaulieu-Cyr et Renaud Lessard : Dany
- 2019 : Cimes de Daniel Daigle : Jules
- 2019 : Matthias et Maxime de Xavier Dolan : Brass
- 2020 : Flashwood de Jean-Carl Boucher : client
- 2023 : La Cordonnière] de François Bouvier : Marius Dufresne
- Sortie prévue en 2025 : Outstanding de Mélanie Carbonneau : à voir[1]

### Télévision
- 2001 : Macaroni tout garni
- 2002 : François en série : Fred
- 2006 : Les Bougon, c'est aussi ça la vie!
- 2007 : Vies parallèles
- 2010 : 30 vies : Dominique Veilleux
- 2011 et 2015-2016 : Mirador : Antoine
- 2012 : Le Gentleman (saison 3) : Émile Vallières
- 2012 : Mémoire vives (saison 1 et 2) : Christophe Campeau
- 2012 : Toute la vérité : Gabriel Lavoie
- 2014 : Nouvelle Adresse : Émile Lapointe
- 2015-2019 : Le Chalet : Antoine
- 2015 : Marche à l'ombre : Jonathan Barbeau (Jo)
- 2017- : L'Académie : Zack
- 2017 : Victor Lessard II : Simon Tanguay
- 2017 : Féminin/Féminin (Web-série) : William
- 2018 : Demain des hommes : Jean Sébastien Labelle
- 2018 : Cœur d'or (web-série) : Antoine
- 2018 : Terreur 404 : Marc
- 2019 : Plan B II : Alexis Paré
- 2019 : Faux Départs (web-série) : Ugo
- 2020 : Le Phoenix : Thomas Potvin
- 2021 : Entre deux draps : Simon Maréchal
- 2022 : Manuel de la vie sauvage : Kevin Bédard
- 2023 : Désobéir : Le Choix de Chantale Daigle : Jean-Guy Tremblay

### Théâtre
- 2025 : Adaptation théâtrale du film Québec-Montréal[2]

### Publicité
- 2004 : Olymel : rôle muet
- 2004 : Xbox : rôle principal
- 2005 : VRAK-TV (concept Noël) : rôle principal
- 2005 : Subway : rôle principal
- 2006 : GoodNites : voix hors-champ
- 2021 : Becel : rôle principal[3]

## Nominations
- 2015 : Prix Gémeaux : Meilleur rôle de soutien masculin (Nouvelle adresse)[4]
- 2017 : Prix Gémeaux : Meilleur premier rôle masculin: jeunesse (Le chalet)[5]
- 2018 : Prix Gémeaux : Meilleur premier rôle masculin: jeunesse (Le chalet)[6]
- 2019 : Prix Gémeaux : Meilleur premier rôle masculin : jeunesse (Le chalet)[7]
- 2019 : Prix Gémeaux : Meilleure interprétation masculine pour une émission ou série produite pour les médias numériques : dramatique (Cœur d’or)[7]
- 2023 : Prix Gémeaux : nomination meilleur premier rôle : série dramatique